# X+Y
X+Y (англ. X+Y) — британский фильм 2014 года режиссёра Моргана Мэтьюза. Премьера фильма состоялась на Кинофестивале в Торонто 5 сентября 2014 года.

## Сюжет
У аутистичного Нейтана Эллиса в детстве в автокатастрофе умирает отец. Позднее его мать замечает у него математические наклонности и с ним начинает заниматься преподаватель Хемфрис, который в юности участвовал в международной математической олимпиаде, но теперь страдает от рассеянного склероза. В подростковом возрасте Нейтана отправляют в Тайбэй, где должен произойти отбор в команду для участия в олимпиаде. Там ему приходится столкнуться с трудностями при общении со своими сверстниками, а также найти первую любовь.

## В ролях
- Эйса Баттерфилд — Нейтан Эллис
- Рэйф Сполл — Мартин Хемфрис
- Салли Хокинс — Джули Эллис
- Эдди Марсан — Ричард
- Джо Янг — Чжанг Мэй
- Мартин МакКанн — Майкл Эллис
- Джейк Дейвис — Люк Шелтон
- Алекс Лоутер — Айзек Купер
- Алекса Дейвис — Ребекка Данн

## Отзывы
Фильм получил положительные отзывы критиков. На сайте Rotten Tomatoes на основе 66 рецензий со средним баллом 6,6 из 10 фильм получил оценку 86 %.